# Riudarenes
Riudarenes (em catalão e oficialmente) ou Riudarenas (em castelhano) é um município da Espanha na comarca de Selva, província de Girona, comunidade autónoma da Catalunha. Tem 47,6 km² de área e em 2021 tinha 2 283 habitantes (densidade: 48 hab./km²).

## Demografia
| Variação demográfica do município entre 1991 e 2004[carece de fontes?] | Variação demográfica do município entre 1991 e 2004[carece de fontes?] | Variação demográfica do município entre 1991 e 2004[carece de fontes?] | Variação demográfica do município entre 1991 e 2004[carece de fontes?] |
| ---------------------------------------------------------------------- | ---------------------------------------------------------------------- | ---------------------------------------------------------------------- | ---------------------------------------------------------------------- |
| 1991                                                                   | 1996                                                                   | 2001                                                                   | 2004                                                                   |
| 1108                                                                   | 1215                                                                   | 1281                                                                   | 1581                                                                   |